# Aegyptobia hamus
Aegyptobia hamus är en spindeldjursart som beskrevs av Mohammad Nazeer Chaudhri 1972. Aegyptobia hamus ingår i släktet Aegyptobia och familjen Tenuipalpidae. Inga underarter finns listade i Catalogue of Life.